# Галап (Њу Мексико)
Галап (енгл. Gallup) град је у америчкој савезној држави Њу Мексико.

## Демографија
По попису из 2010. године број становника је 21.678, што је 1.469 (7,3%) становника више него 2000. године.
| Група             | 2000.         | 2010.         |
| Белци             | 5.436 (26,9%) | 4.783 (22,1%) |
| Афроамериканци    | 219 (1,1%)    | 257 (1,2%)    |
| Азијати           | 289 (1,4%)    | 434 (2,0%)    |
| Хиспаноамериканци | 6.699 (33,1%) | 6.864 (31,7%) |
| Укупно            | 20.209        | 21.678        |